# Sette santi fondatori della Bretagna

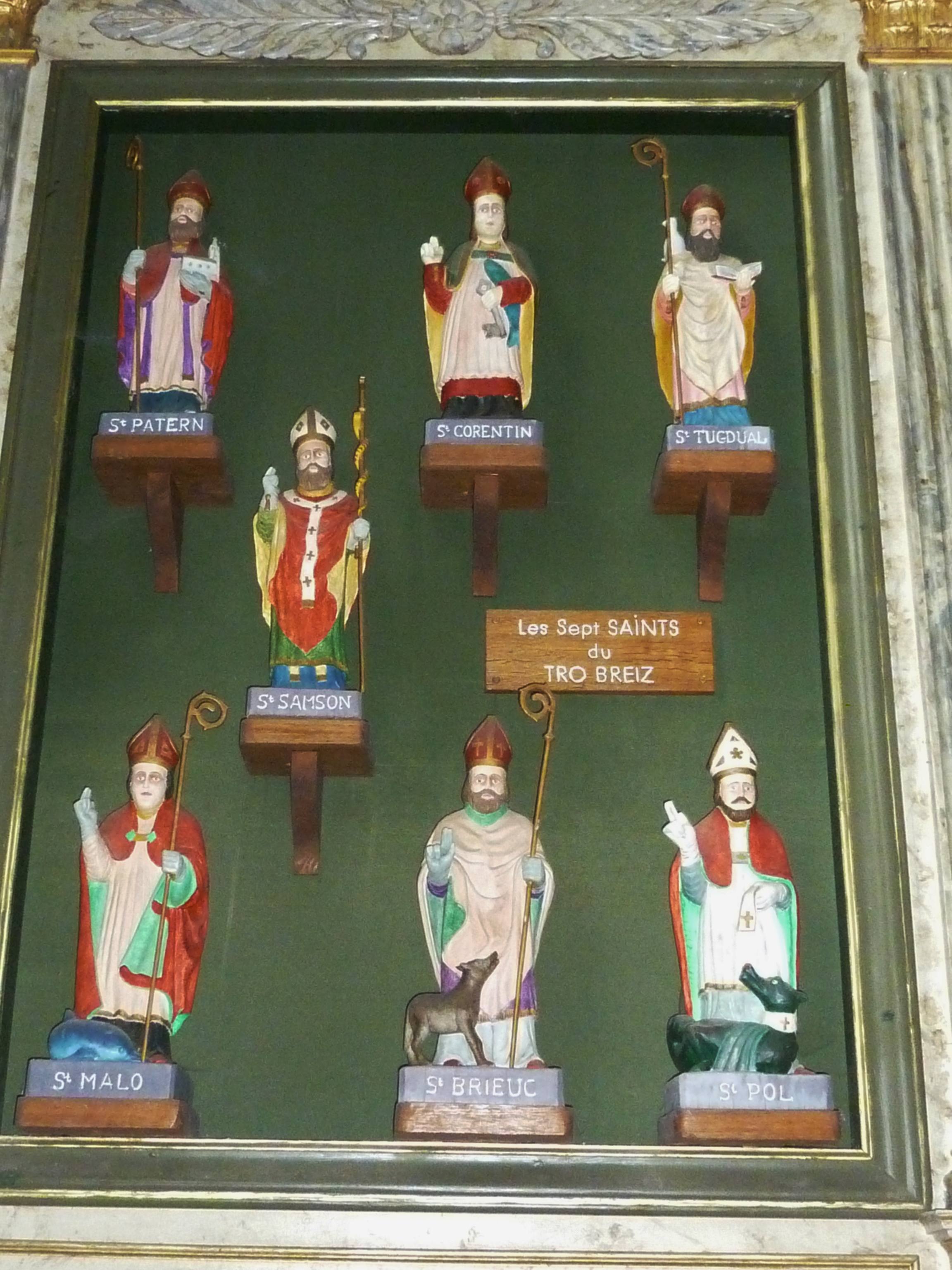
Saint-Pol-de-Léon: cappella di Notre-Dame du Kreisker, i sette santi del Tro Breizh.

I Sette santi fondatori della Bretagna sono sette santi cattolici vissuti nel V e VI secolo all'epoca dell'emigrazione bretone in Armorica. La storia dei sette santi è quella del passaggio dalla Gallia armoricana alla Bretagna. Salvo i paesi di capoluogo Rennes e Nantes, che erano rimasti legati alla civilizzazione latina e che non furono aggregati alla Bretagna che sotto Nominoë (morto nell'851), la Bretagna si organizzò sotto la spinta dell'immigrazione dei Britanni, in sette diocesi, fondate ciascuna da un chierico, che fu poi proclamato santo dal popolo. Certi indizi consentono di supporre che questi religiosi appartenessero all'aristocrazia romano-britannica, poiché alcuni avevano nomi latini come  san Paolo Aureliano. Queste sette diocesi così costituite formarono, con quelle di Rennes e di Nantes, le nove diocesi bretoni, che non subirono modifiche fino alla creazione dei dipartimenti da parte della rivoluzione francese.

## I  Sette Santi
I sette santi avrebbero fondato sette città episcopali:  
- Saint-Malo fondata da san Maclovio (o saint-Malo),
- Dol-de-Bretagne fondata da san Sansone
- Saint-Brieuc fondata da san Brieuc
- Tréguier fondata da san Tugdual
- Saint-Pol-de-Léon fondata da san Paolo Aureliano
- Quimper fondata da san Corentino
- Vannes fondata da san Paterno

## Luoghi di culto dedicati ai Sette Santi collettivamente

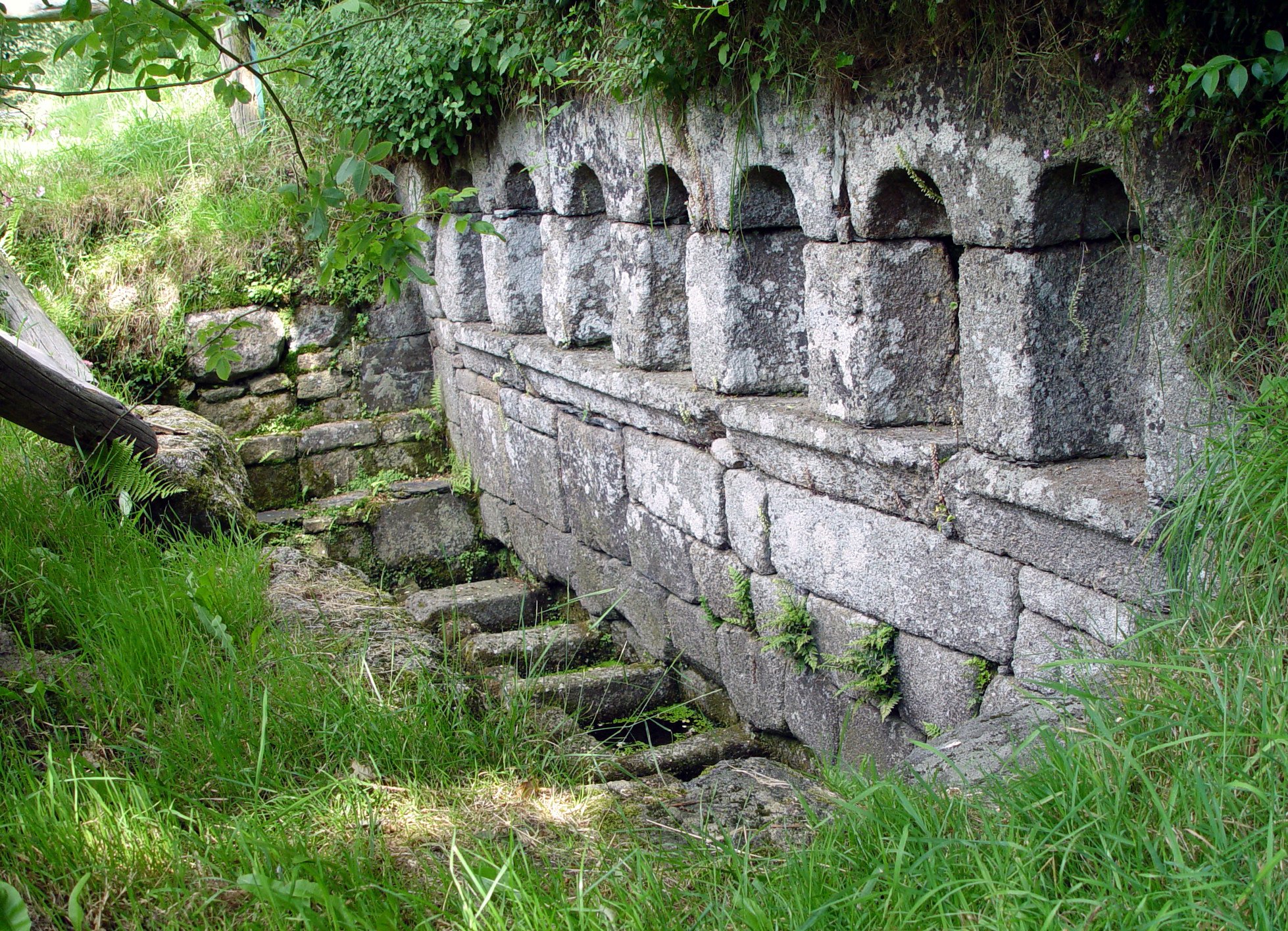
La fontana dei sette santi a Bulat-Pestivien (Côtes-d'Armor)

Una cappella dedicata ai sette santi fondatori esiste nel comune di Erdeven, nel Morbihan. Verso il 1980 la cappella è stata ricostruita e viene nuovamente celebrata una festa annuale. 
La prima chiesa nota di Brest si trovava, nel medioevo, entro la cinta del castello gallo romano della città ed era dedicata ai Sette Santi, ma quelli della rada di Brest,
 sette bambini abbandonati su un battello errante nella rada di Brest, che non vanno confusi con i Sette Santi fondatori della Bretagna. All'insediamento del sindaco di Brest, prima della rivoluzione, si tenne nella chiesa una cerimonia di tipo antico.

## Il pellegrinaggio ai Sette Santi di Bretagna
La fama dei Sette Santi è all'origine del Tro Breizh (giro della Bretagna, in latino, circuitus Britanniae), spesso chiamato anche « pellegrinaggio ai Sette Santi», effettuato in loro onore, poiché le tradizioni popolari su questi santi sono infiorate di innumerevoli miracoli verificatisi nei pressi delle loro tombe.
Il pellegrinaggio a san Paterno ha lasciato una traccia nel processo che oppose, alla fine del XV secolo,  i parrocchiani e i canonici della Cattedrale di Vannes sulla destinazione delle offerte deposte nella chiesa di San Paterno. Uno dei punti del processo comprende il nome di Tro Breizh ed è la più antica traccia del nome in bretone del pellegrinaggio.

## Altri Sette Santi in Bretagna: storia d'una falsificazione
Nel 1954, all'inizio della guerra d'Algeria, l'orientalista Louis Massignon, che era molto ansioso di ecumenismo tra cristiani e musulmani, creò un pellegrinaggio comune che riuniva cristiani e musulmani sotto l'invocazione dei Sette Santi, identificando i sette santi fondatori della Bretagna con i Sette dormienti di Efeso (o Ahl al-kahf), il cui ricordo è conservato nei testi musulmani (Sūra 18 del Corano, detta « La Caverna »), così come presso gli autori cristiani di Siria. Questo pellegrinaggio, che riuniva fra loro cristiani e musulmani, ebbe dunque luogo, per qualche anno, nella cappella dei Sette Santi, costruita su una cripta e vicina ad un dolmen,  a Plouaret, oggi nel comune di Vieux-Marché nella Côtes-d'Armor, ove si teneva un'antica festa religiosa dei Sette Santi. 
Secondo Louis Massignon, il culto dei Sette Santi Dormienti sarebbe giunto al Vieux Marché nel III secolo per mezzo dei monaci e dei missionari greci, che accompagnavano i mercanti d'oriente sulla rotta dello stagno.
Egli sosteneva di fondarsi su un antico cantico in lingua bretone o gwerz pubblicato da Alexandre Lédan (1777-1855), editore a Morlaix, e tradotto da Geneviève Massignon, di cui rimangono 18 strofe nel "Cantico della processione".
Egli riprese questa idea d'identificazione dei Sette Santi bretoni con i Sette Santi siriani da un numero della rivista Mélusine, comparsa nel 1878, ove François-Marie Luzel ed Ernest Renan avevano pubblicato in parallelo due articoli descriventi, il primo, la cappella dei Sette Santi del Vieux-Marché il secondo la leggenda dei Sette Dormienti.
Sulla parte in lingua francese della targa informativa fissata sul portale, è citata un'ipotesi di mercanti musulmani che avrebbero intrapreso la "rotta dello stagno" nel medioevo. Tuttavia questa ipotesi non si basa su alcuna fonte storica. La versione del testo in bretone sulla stessa targa, indica una sostituzione dei Santi di Efeso ai Sette santi fondatori. Essa è contraddetta dalla storia e dall'origine gallica ben attestata dei Sette Santi fondatori della Bretagna.
La sostituzione di santi bretoni con santi non bretoni, alla quale si rimproverava di non essere citata dalla tradizione latina di Roma e di non esservi stata canonizzazione, è stata una pratica spesso constatata nei secoli  XVII e XVIII. 

## Immagini dei sette santi

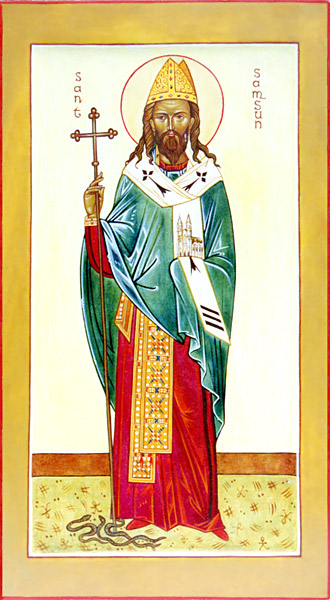
Santo Sansone
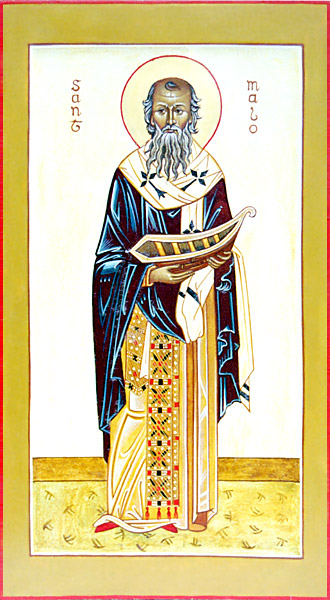
San Malo
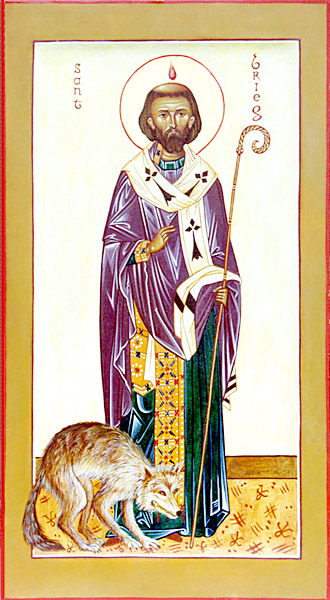
San Brieuc
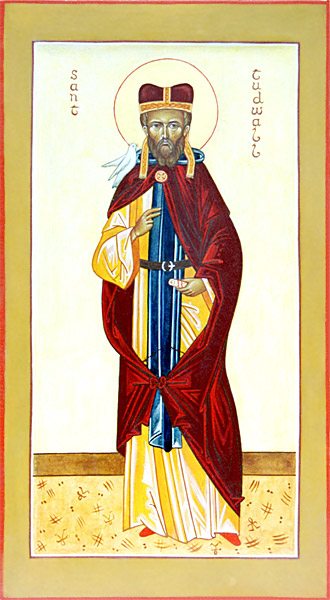
San Tugdual
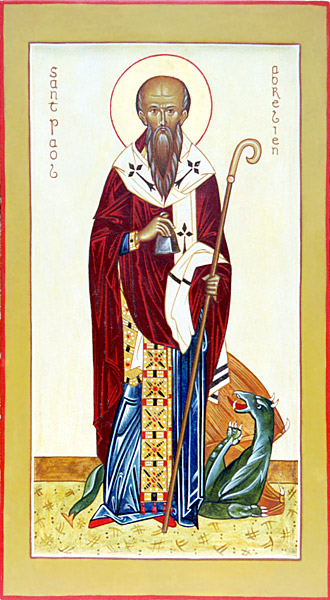
San Paolo Aureliano
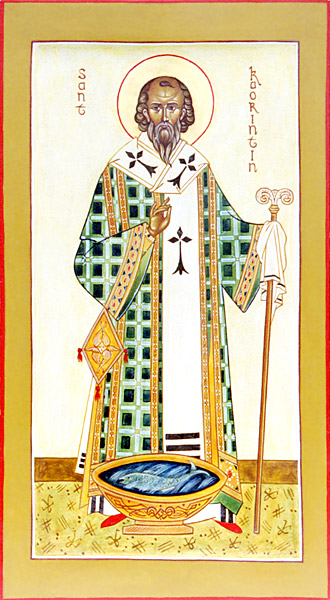
San Corentino
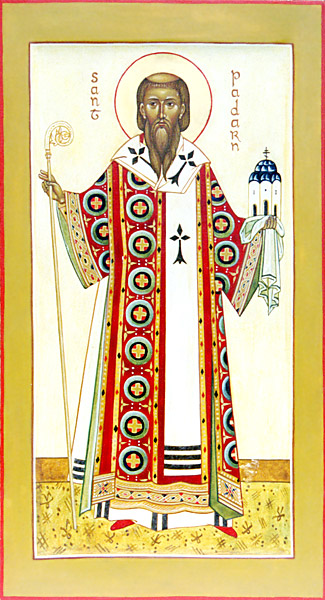
San Paterno